# Калинино (Калининградская область)
Калинино (Мелькелок, Мелькемен (до 1938 года), Биркенмюле (до 1946 года)) — посёлок в Нестеровском районе Калининградской области. Входит в состав Чистопрудненского сельского поселения. Балтийское название указывает на распространение голубики и трав голубого цвета.

## География
Расположен в 25 км от Нестерова и в 150 км от Калининграда. В 10 км расположено озеро Виштынецкое. Через поселок протекает река Писса. К югу находится Красный лес.

## Население
| 1885 | 1910 | 1939  | 2002 | 2010 |
| ---- | ---- | ----- | ---- | ---- |
| 711  | ↘670 | ↗1075 | ↘509 | ↘499 |

## История
Мелькемен принадлежал к округу Голдап с 1818 по 1841 год, затем до 1945 года к округу Шталлупёнен (1938—1945 округ Эбенроде) в административном округе Гумбиннен в прусской провинции Восточная Пруссия. 24 июня 1874 года административные районы Мелькемен были образованы из сельских общин Кляйн-Ленгмешкен, Мелькемен, Месседен и Собайтшен.
Три муниципалитета были включены в состав муниципалитета Мелькемен 1 октября 1937 года, так что административный район Мелькемен состоял только из муниципалитета Мелькемен. В период с 1938 по 1945 год поселок носил германизированное название Биркенмюле, соответственно был переименован административный район.
В сентябре 1914 года немецкие и русские войска сражались за село. В 1885 г. в нем проживало 711 жителей, в 1910 г. — 670, в 1939 г. — 1075 человек.
С 1947 года поселок называется Калинино, что чаще встречается в России. В то же время Калинино стало резиденцией сельсовета Нестеровского района. С 2008 по 2018 год Калинино входило в состав Чистопрудненского сельского поселения, а с тех пор — в городской округ Нестеров.
Хронология событий:
В 1706 году в поселении была построена кирха.
В 1885 году в Мелькемене проживало 711 человек, в 1910 году — 670 человек, в 1939 году — 1075 человек.
До 1938 года у населённого пункта сохранялось два варианта названия — Мелькелок и Мелькемен.
В 1938 году властями гитлеровской Германии название Мелькемен было заменено на более германизированный вариант Биркенмюле в рамках кампании по упразднению в Восточной Пруссии топонимики прусско-литовского происхождения.
19 октября 1944 года воины 18-й гвардейской стрелковой дивизии под командованием генерал-майора Г. П. Исакова овладели населенным пунктом.
До 1945 года Мелькемен (Биркенмюле) был железнодорожной станцией Гумбиннен — Голдап.
В 1946 году Биркенмюле был переименован в поселок Калинино.

## Кирха
Церковь 1603 года, в ее нынешнем виде с 1699 по 1706 год, находится в запущенном состоянии. Она пережила Вторую мировую войну невредимой. В Советском Союзе его превратили в склад сельхозтехники. Для этого окна замуровали, а крышу покрыли асбоцементной черепицей. В башне установлен гидроаккумулятор.
В 1996 году здание было передано Русской Православной Церкви. Их план по ремонту церкви до сих пор не реализован.
Приход
До 1945 года в Мелькемен / Биркенмюле проживало преимущественно протестантское население. Приход Мелькемен был отделен от Невского и стал независимым. Кассубен (Ильинское), который с 1897 года стал его приходской резиденцией, был связан с мукой.
Мелькемен до 1945 года принадлежал к церковному округу Шталлупёнен в церковной провинции Восточной Пруссии протестантской церкви Старой Прусской унии.
После 1945 года церковная жизнь евангелической общины Калинино полностью остановилась. В 1990-х годах в связи с переселением немцев из России была сформирована новая евангелическая группа, которая сегодня является приходом евангелическо-лютеранского прихода в Калининграде Евангелическо-лютеранской церкви Европейской России. Ответственный приходской священник находится в Гусеве и обеспечивается двумя священнослужителями из зальцбургской церкви.

## Памятный камень
В Калинино до сих пор сохранился очень необычный свидетель из немецких времен: мемориальный камень Рейхской службы труда, который с 1934 по 1936 год проложил здесь некоторые дороги. Надпись гласит: «Построен R.A.D Abt. 6/12 Mehlkehmen 1934—1936». Камень стоит у входа в деревню — исходящий из Пугачево (бывший Швентишкен).

## Известные люди поселка
- Фридрих III (11 июля 1657 года — 25 февраля 1713 года) — с 1688 года курфюрст Бранденбурга под именем Фридриха III, c 1701 года первый король Пруссии под именем Фридриха I, из династии Гогенцоллернов. В 1692 году, будучи курфюрстом, основал церковный приход Мелькемен.

## Галерея
- Река Писса
- Кирха
- Железнодорожный мост
- Памятный камень